# Protaetia fulgidipes
Protaetia fulgidipes är en skalbaggsart som beskrevs av Thierry Bourgoin 1919. Protaetia fulgidipes ingår i släktet Protaetia och familjen Cetoniidae. Inga underarter finns listade i Catalogue of Life.